# Astana-1
Astana-1 (kaz. Астана-1; ros. Астана-1) – stacja kolejowa w Astanie, w stolicy Kazachstanu. Stacja posiada 2 perony.
Stację otwarto w 1931 roku (jako Akmolińsk). W 2017 roku otwarto nową główną stację kolejową w mieście, Astana Nurły Żoł, od tamtej pory Astana-1 pełni rolę drugorzędną. W latach 2019–22 nosiła nazwę Nur-Sułtan-1.
Stacja obsługuje do 12000 pasażerów dziennie.